# Liigacup 2025
La Liigacup 2025 è stata la 24ª edizione di questo torneo, che si è disputato tra gennaio e marzo 2025. L'Inter Turku è la squadra campione in carica. La competizione è iniziata l'11 gennaio 2025 e si è conclusa il 29 marzo dello stesso anno, con l'Inter Turku che si è riconfermato campione.

## Formula
La competizione è composta da una fase a due gironi composti da sei squadre ciascuno, che si sfidano una sola volta. Le prime due classificate accedono alla fase finale, composte da semifinali secche, le cui vincenti si affrontano in una finale unica.

## Squadre
Parteciperanno alla Liigacup le dodici squadre iscritte alla Veikkausliiga 2025
- AC Oulu
- Gnistan
- Haka
- HJK
- Ilves
- Inter Turku

- Jaro
- KTP
- KuPS
- IFK Mariehamn
- SJK
- VPS

## Fase a gironi

### Girone A
| Pos. | Squadra       | Pt | G | V | N | P | GF | GS | DR |
| ---- | ------------- | -- | - | - | - | - | -- | -- | -- |
| 1.   | HJK           | 12 | 5 | 4 | 0 | 1 | 11 | 4  | +7 |
| 2.   | Inter Turku   | 12 | 5 | 4 | 0 | 1 | 9  | 4  | +5 |
| 3.   | Gnistan       | 10 | 5 | 3 | 1 | 1 | 10 | 4  | +6 |
| 4.   | Haka          | 5  | 5 | 1 | 2 | 2 | 7  | 8  | -1 |
| 5.   | KTP           | 3  | 5 | 1 | 0 | 4 | 4  | 12 | -8 |
| 6.   | IFK Mariehamn | 1  | 5 | 0 | 1 | 4 | 3  | 11 | -8 |

|               | Hak | Gni | HJK | Int | IFK | KTP |
| Haka          |     | 2-2 |     | 1-2 |     | 3-1 |
| IF Gnistan    |     |     |     |     | 4-0 | 3-0 |
| HJK           | 3-1 | 0-1 |     |     | 2-1 |     |
| Inter Turku   |     | 2-0 | 1-2 |     | 2-0 |     |
| IFK Mariehamn | 0-0 |     |     |     |     | 1-2 |
| KTP           |     |     | 0-4 | 1-2 |     |     |

### Girone B
| Pos. | Squadra | Pt | G | V | N | P | GF | GS | DR  |
| ---- | ------- | -- | - | - | - | - | -- | -- | --- |
| 1.   | Ilves   | 13 | 5 | 4 | 1 | 0 | 12 | 5  | +7  |
| 2.   | KuPS    | 10 | 5 | 3 | 1 | 1 | 10 | 6  | +4  |
| 3.   | VPS     | 9  | 5 | 3 | 0 | 2 | 5  | 4  | +1  |
| 4.   | SJK     | 5  | 5 | 1 | 2 | 2 | 5  | 7  | -2  |
| 5.   | AC Oulu | 4  | 5 | 1 | 1 | 3 | 8  | 7  | +1  |
| 6.   | Jaro    | 1  | 5 | 0 | 1 | 4 | 1  | 12 | -11 |

|         | ACO | Ilv | Jar | Kup | SJK | VPS |
| AC Oulu |     | 1-2 | 4-0 |     |     |     |
| Ilves   |     |     | 4-0 |     | 1-1 | 1-0 |
| Jaro    |     |     |     | 0-0 | 1-2 |     |
| KuPS    | 2-1 | 3-4 |     |     |     | 2-0 |
| SJK     | 1-1 |     |     | 1-3 |     | 0-1 |
| VPS     | 2-1 |     | 2-0 |     |     |     |

## Fase finale

### Semifinali
| Squadra 1 | Risultato | Squadra 2   |
| --------- | --------- | ----------- |
| 8 marzo   |           |             |
| Ilves     | 0 - 4     | Inter Turku |
| 15 marzo  |           |             |
| HJK       | 3 - 1     | KuPS        |

### Finale
| Arbitro: | Mohammad Al-Emara |

|                                                               |                      |                                                                       |
| Pukki 5’, 54’ Bande 48’ Hostikka 60’                          | Marcatori            | 49’ Legbo 52’ Järvinen 55’ Yli-Kokko 88’ Kekarainen                   |
| Bandé Lingman Antzoulas Lyons-Foster Kallinen Ring Hudd Kökçü | Tiri di rigore 7 – 8 | Kouame Legbo Järvinen Hämäläinen Straalman Granlund Kekarainen Sipola |